# Козаченко, Валентин Григорьевич
Козаче́нко, Валенти́н Григо́рьевич (1906—?) — советский хозяйственный руководитель, директор Мариупольского металлургического завода имени Ильича в 1958—1959 годах.

## Биография
В 1922 году в Славянске окончил семилетнюю школу, в 1925 году — Славянскую профтехщколу и стал работать подручным слесаря на машиностроительном заводе в Горловке, а затем — чертёжником на «Красном химике» в Славянске.
В 1927—1931 годах В. Г. Козаченко — конструктор сортопрокатного цеха завода имени Ильича (Мариуполь). В 1932 году он окончил вечерний Мариупольский металлургический институт, и был назначен начальником смены, а в 1937 году — начальником сортопрокатного цеха. В 1941—1944 годах — начальник цеха на заводе № 183 в городе Нижний Тагил. В 1944—1951 годах работает на заводе имени Ильича начальником сортопрокатного цеха, начальником ПДО, затем — главным инженером завода, с июля 1958 года по октябрь 1959 года — директором завода.
После пяти лет работы в Совнархозе В. Г. Козаченко вернулся на завод и в течение более 12 лет (1964—1976) работал главным прокатчиком и заместителем начальника ПКО. Был награждён двумя орденами Трудового Красного Знамени и медалями.